# Technische Sauberkeit
|                                       | Dieser Artikel wurde im Portal Technik zur Verbesserung eingetragen. Hilf mit, ihn zu bearbeiten, und beteilige dich an der Diskussion! |
| Vorlage:Portalhinweis/Wartung/Technik | |

Unter dem Begriff Technische Sauberkeit ist die hinreichend geringe Kontamination sauberkeitssensibler technischer Bauteile mit schädlichen Partikeln zu verstehen.
Sind die unvermeidlichen Partikelverunreinigungen – auch Restschmutz genannt – in einem technischen System so gering, dass es zu keinen kurzfristigen oder langfristigen Funktionseinschränkungen und Systemschädigungen kommt, so gilt das System im Sinne der Technischen Sauberkeit als hinreichend sauber.
Bei elektronischen Baugruppen wird nach dem Leitfaden „Technische Sauberkeit in der Elektrotechnik“ des ZVEI unter dem Begriff Technische Sauberkeit das Fehlen von Partikeln (metallisch, nicht-metallisch, Fasern etc.) auf Bauteilen verstanden, die den weiteren Fertigungsprozess bzw. die korrekte Funktion des Bauteils bzw. der Baugruppe beeinträchtigen oder verhindern können.

## Sauberfertigung
Die Herstellung sauberkeitssensibler Teile, Baugruppen und Systeme im Sinne der Technischen Sauberkeit erfolgt im Rahmen der sogenannten Sauberfertigung. Berücksichtigung finden dabei die Bereiche Fertigung, Montage, Personal, Reinigung, Verpackung, Lagerung, Transport, und zwar entlang der gesamten Wertschöpfungskette vom Rohmaterial bis zur Endnutzung.
Entlang der Prozesskette müssen zur Erreichung der definierten Vorgaben zur Technischen Sauberkeit, in jedem einzelnen Prozessschritt Maßnahmen zur Vermeidung bzw. Minimierung von
- Partikeleintrag von außen
- Partikelverschleppung über die Prozesskette
- Partikelentstehung im Prozess

getroffen werden.
Sowohl bei der Beurteilung der potentiellen Schädigungseinflüsse auf eine Baugruppe als auch bei der Festlegung entsprechender Vermeidungs- und Minimierungsmaßnahmen sind die unterschiedlichen Arten von Partikeln zu berücksichtigen.
- Flusen
- Fasern
- Nichtmetallische Partikel
- Metallische Partikel
- abrasive Partikel wie z. B. Schleifmittel (Korund u. ä.) oder Strahlgut (Sand, Glaskugeln)

Die Technische Sauberkeit befasst sich speziell mit Partikeln im Größenbereich 15–1.000 µm.

## Sauberkeitsbereich
Die Umgebung, in der die Sauberfertigung stattfindet, wird gemäß VDA 19 Teil 2 als Sauberkeitsbereich bezeichnet. Sauberkeitsbereiche werden demzufolge in Sauberkeitsstufen eingeteilt.
- nicht regulierten Bereich (SaS0)
- Sauberzone (SaS1)
- Sauberraum (SaS2)
- Reinraum (SaS3) (siehe auch EN ISO 14644)

## Industrieverbund Technische Sauberkeit (TecSa)
Aufgrund der technischen Entwicklung in der Automobilindustrie war es bereits zu Beginn der 1990er Jahre vermehrt zu Schädigungen durch Restschmutz gekommen. Beispielsweise Anti-Blockier-Systeme oder Direkteinspritz-Systeme in Dieselfahrzeugen waren hier besonders empfindlich.
Zahlreiche Unternehmen aus der Automobilindustrie reklamierten infolge den Bedarf nach Standardisierung bezüglich Definition der Vorgaben für die Sauberfertigung und Methoden zum Nachweis der Einhaltung dieser Vorgaben.
So kam es zur Bildung des Industrieverbundes, der im Sommer 2001 den Namen TecSa – Technische Sauberkeit – bekam.
Im Zeitraum zwischen 2001 und 2004 wurde ein umfassendes Regelwerk erstellt. Darin ist festgeschrieben, wie bei Sauberkeitsprüfungen an Produkten der Automobilindustrie vorzugehen ist.
Definiert sind:
- Extraktionsverfahren
- Analyseverfahren
- Dokumentation der Prüfergebnisse

Das Regelwerk erhielt den Namen „VDA Band 19 Prüfung der Technischen Sauberkeit – Partikelverunreinigung funktionsrelevanter Automobilteile / 1. Auflage 2004“.
Eine wichtige Rolle bei der Erstellung des Regelwerkes spielte das Fraunhofer-Institut für Produktionstechnik und Automatisierung, Stuttgart.
Seit 2009 gibt es einen jährlichen Fachkongress: Technische Sauberkeit in Montage- und Produktionsprozessen. Dieser wird von Süddeutsche Verlag Veranstaltungen GmbH organisiert. Hier beraten und diskutieren vor allem Experten aus dem Automobilsektor über die Bedeutung der Technischen Sauberkeit von Klein- und Kleinstteilen und tauschen sich über ihre Erfahrungen aus. Der Kongress findet meist im Mai eines jeden Jahres statt, dauert zwei Tage und beinhaltet immer auch eine Werksführung zum Thema Technische Sauberkeit.
Im Jahr 2007 ist die Norm ISO 16232 erschienen. Die ISO 16232 ist das internationale Gegenstück zur VDA 19. Dank der Mitarbeit des deutschen Spiegelausschusses sind die beiden Regelwerke absolut kompatibel.

## Revision VDA 19 im Industrieverbund Technische Sauberkeit (TecSa 2.0)
Seit der Erarbeitung des VDA-Bands 19 zur Prüfung der Technischen Sauberkeit in einem Industrieverbund befindet sich dieses Regelwerk nun seit gut zehn Jahren im Einsatz. In diesen Jahren konnte durch die Arbeit mit dem VDA-Band 19 neue Erkenntnisse und wichtige Erfahrungen gesammelt werden. Gleichzeitig haben sich über die Jahre aber auch der Bedarf und die Anforderungen der Industrie verändert.
Vor diesem Hintergrund wurde im Jahr 2012 in einem Industrieworkshop der Bedarf zur Überarbeitung des VDA 19 abgefragt und die relevanten Themen wurden kategorisiert und priorisiert. In der Folge wurde auf Basis dieser Ergebnisse Ende des Jahres 2012 der Industrieverbund TecSa 2.0 ins Leben gerufen, an dem über 40 Firmen aus der Industrie in Arbeitsgruppen die relevanten Themen aufbereiten.
Der überarbeitete VDA-Band 19 Teil 1 (Kurzform: VDA 19.1) ist seit Mai 2015 verfügbar. Von den ca. hundert Eingaben zum Gelbdruck wurde ein Großteil übernommen.
Im Jahr 2023 wurde ein neuerliches Revisionsverfahren begonnen, mit dessen Abschluss 2025 zu rechnen ist.

## Industrieverbund Montage Sauberkeit (MontSa)
Erneut unter der „Leitung“ des Fraunhofer-Instituts IPA wurde der Industrieverbund MontSa Montage Sauberkeit gegründet. Zielsetzung war die Erstellung eines Leitfadens für die Neuplanung oder Optimierung von Prozessen und Abläufen in sauberkeitssensiblen Montagebereichen und deren Umfeld. Somit sollen Verunreinigungen durch Partikel entlang der gesamten Prozesskette verhindert werden.
Adressaten der Leitlinie sollten Fertigungsplaner und Qualitätsverantwortliche sein.
Nach zweijähriger Arbeit wurde die Leitlinie mit Namen VDA Band 19 Teil 2, Technische Sauberkeit in der Montage – Umgebung, Logistik, Personal und Montageeinrichtungen. 1. Auflage. 2010, veröffentlicht.

## Technische Sauberkeit in der Elektronik-Fertigung
Der aktuelle Trend in der Elektronik geht hin zu immer kleiner werdenden Schaltungen bei gleichzeitig geringem Leistungsverbrauch und möglichst langer Lebensdauer. Zum Absenken des Leistungsverbrauchs elektronischer Baugruppen werden beispielsweise aktive Bauelemente mit höheren Eingangsimpedanzen verbaut. Neben den Vorteilen dieser Baugruppen bei der Verwendung in Batterie- oder Akku-betriebenen Systemen bietet die Verwendung dieser hochohmigen Bauelemente die Chance, den Trend der immer größeren Diskrepanz zwischen erzeugtem Strom und prognostiziertem Leistungsbedarf zu stoppen. Der Nachteil bei der Verwendung dieser sparsamen aktiven Bauelemente ist, dass der verminderte Leistungsverbrauch mit sehr geringen Signalströmen einhergeht und sich als Folge davon eine erhöhte Empfindlichkeit gegenüber externen Störungen, wie Kriechströme, einstellt. Diese Kriechströme können sowohl Feuchte-induziert sein (Herabsetzung des Isolationswiderstand der Baugruppenoberflächen und speziell der Lötstoppmasken, v. a. in Kombination mit hygroskopischen Verunreinigungen) oder aber auch durch vorhandene Partikel- oder Faserverunreinigungen zwischen offenen Kontakten oder Leiterbahnen verursacht werden. Im Falle von Feuchte-bedingten Kriechströmen aufgrund von hygroskopischen (d. h. Wasser aufnehmenden) Verunreinigungen und Partikeln bzw. Fasern, spielt auch die Verringerung des Selbsttrocknungspotentials der Schaltung eine entscheidende Rolle. Das Selbsttrocknungspotenzial wird dabei maßgeblich durch die leistungsinduzierte Verlustwärme bestimmt.
Neben der Verkürzung der Luft- und Kriechstrecken können folgende weitere Fehlermöglichkeiten bei unzureichender Partikelsauberkeit auf elektronischen Baugruppen auftreten:
- Kriechstrom
- Spannungsüberschlag
- elektrische Isolation bei Kontakten
- Elektrochemische Migration (ECM) durch hygroskopische Partikel

Aufgrund der zuvor genannten möglichen Fehlerursachen bei Partikelkontamination sollte ein Elektronikproduktionsprozess mit dem Ziel geplant und betrieben werden, dass die Anzahl von Partikeln mit potentiell schädlicher Größe bzw. Art so gering gehalten werden, sodass keine Störungen während des Produktionsprozesses oder des späteren Betriebes der Baugruppe auftreten. Hierbei können sowohl leitfähige (metallische) Partikel als auch nicht-leitfähige (nicht-metallische) Partikel oder Fasern schädlich wirken:
1. Risikopotenzial von metallischen Partikeln oder Spänen:
- mit fortschreitender Alterung erfolgt eine Oxidation dieser Partikel bzw. Späne
- die dadurch entstandene Oxidschicht führt zu einem Absinken der Leitfähigkeit dieser Partikel bzw. Späne
- Spannungsdurchschläge sind durch die sog. Frittspannung abschätzbar

2. Risikopotenzial von nicht-metallischen Partikeln oder Fasern:
- mit fortschreitender Alterung steigt die Polarität der Oberfläche dieser Partikel bzw. Fasern
- die polare Oberfläche führt zu einer Erhöhung der Hygroskopie und damit zu einer Erhöhung der Leitfähigkeit dieser Partikel bzw. Fasern bei Anwesenheit von Feuchtigkeit+
- im Falle von Betauung kann Elektrochemische Migration (ECM) auftreten

Durch die verstärkte Verwendung von Bauelementen mit geringem Leistungsverbrauch und den damit einhergehenden geringen Schaltströmen ist es nötig, Materialien und Prozesse im Hinblick auf potenzielle Risiken durch Verunreinigungen (Partikel, Späne, Fasern, organische Filme etc.) zu bewerten. Hierbei ist eine Herangehensweise zur Risikobewertung nötig, die ionische, filmische und partikuläre Verunreinigungen ganzheitlich erfasst.
Neben der Risikobewertung stellen (Partikel-)Verunreinigungen zudem eine große Herausforderung bei der Vorhersage der Baugruppenlebensdauer dar. So verändern neben kleinen Änderungen im Schaltungsdesign (Schaltungsauslegung / Austausch von Bauelementen) vor allem Verunreinigungen auf der Baugruppe die Feuchtrobustheit der Schaltung wesentlich. Einen ersten Ansatz zur Berechnung der Lebensdauer stellen Lebensdauervorhersagemodelle auf Basis statistischer Werte dar.

## Richtlinien und Standards für die Elektronikfertigung
ZVEI-Leitfaden „Technische Sauberkeit in der Elektrotechnik“
Die Terminologie Technische Sauberkeit sowie die damit einhergehenden Prüfverfahren und Dokumentationsschritte sind in zahlreichen Branchen verbreitet. Neben dem klassischen Anwendungsgebiet Maschinenbau rückt auch in der Elektronikindustrie vermehrt das Thema Partikelverunreinigungen auf Leiterplatten und Baugruppen in den Fokus. So können bereits geringe Partikelverunreinigungen das Ausfallrisiko hergestellter elektronischer Baugruppen und somit des gesamten Produkts signifikant erhöhen.
Die Herangehensweise sowie die Methodik, wie in VDA 19 Teil 1 und Teil 2 beschrieben, sind dabei so allgemein gehalten, dass sie auf das komplette Material- und Prozessspektrum der Automobilindustrie angewendet werden können. Speziell für die Bauteilsauberkeitsprüfung sowie die Planung von Fertigungsbereichen von Leiterplatten und elektronischen Baugruppen befasst sich der im Jahr 2013 erschienene Leitfaden „Technische Sauberkeit in der Elektrotechnik“ des ZVEI (Zentralverband Elektrotechnik- und Elektronikindustrie e. V.). In diesem Leitfaden werden Empfehlungen zur Prüfung, Messung und Auswertung von Partikeln und Partikelverunreinigungen auf Baugruppen ausgesprochen. So werden sowohl die Sauberkeitsprüfung nach VDA 19 als auch die im Teil 2 (VDA 19 Teil 2) behandelten Fragestellungen zur Planung und Optimierung von sauberkeitsrelevanten Fertigungsbereichen hier speziell aus dem Blickwinkel der Fertigung von elektrischen, elektronischen und elektromechanischen Bauelementen sowie von Leiterplatten und elektronischen Baugruppen beleuchtet und konkretisiert.
Der Vorteil dieser auf den Bereich der Elektronikfertigung spezialisierten Abstimmung und Festlegung der Sauberkeitsprüfprozedur liegt darin, dass vor allem die Vergleichbarkeit von Analyseergebnissen von Teilen und Komponenten aus der Elektronikproduktion deutlich erhöht wird. So wird aufgezeigt, in welcher Weise diese Ergebnisse der Sauberkeitsanalysen statistisch einzuordnen und zu interpretieren sind, was zu zielgerichteten Informationen über die Verunreinigungsrisiken in den jeweiligen Fertigungsschritten führt. Auf die Festlegung genereller Grenzwerte für eine maximale Partikelbelastung wurde dabei aufgrund der Vielzahl der Kombinationen an möglichen Partikeln (hinsichtlich Material und Form) und Baugruppenlayouts verzichtet. Daher ist für jeden Einzelfall die Durchführung einer eigenen Risikobewertung ratsam, die als Diskussionsgrundlage für die Festlegung von Grenzwerten zwischen Lieferant und Kunden dienen kann.
Die inhaltlichen Schwerpunkte, die im ZVEI-Leitfaden zur Technischen Sauberkeit in der Elektrotechnik behandelt werden, können wie folgt zusammengefasst werden:
- Eine Detaillierung der VDA 19
- Eine Definition von Partikeln und Fasern
- Eine Empfehlung, wie Sauberkeitsanalysen durchgeführt und deren Ergebnisse dargestellt werden sollten
- Eine Betrachtung der Ergebnisse von Sauberkeitsanalysen unter statistischen Gesichtspunkten
- Eine Darstellung des Ist-Zustands hinsichtlich Partikelbelastungen im Bereich der Fertigung von elektrischen, elektronischen und elektromechanischen Bauelementen, Leiterplatten sowie elektronischen Baugruppen
- Eine Betrachtung möglicher Partikelquellen innerhalb von Prozessen
- Die Darstellung von (Design-)Empfehlungen zur Reduktion von Partikeln
- Hinweise für Transport und Logistik

Hochvoltrichtlinie für die Leistungselektronik
In der Automobilindustrie – hier vor allem vor dem Hintergrund des Einsatzes von Leistungselektronik in der Elektromobilität – erfährt das Thema Technische Sauberkeit derzeit eine verstärkte Aufmerksamkeit. Aus diesem Grunde erfolgte im Jahr 2014 durch den Industrieverbund „TecSa“ mit den Lieferbedingungen „Technische Sauberkeit für Hochvolt-Komponenten“ eine Ergänzung zum ZVEI-Leitfaden „Technische Sauberkeit in der Elektrotechnik“. In dieser sog. Hochvoltrichtlinie für die Leistungselektronik werden beispielsweise Hilfsmittel zur Partikelgrenzwertfestlegung sowie Mindestabstände zwischen elektrischen Bauteilen spezifiziert. Zur Festlegung von Partikelgrenzwerten werden folgende Bedingungen gestellt:
- Elektrische Abstände: Die Ausdehnung leitfähiger Partikel soll kleiner als die Hälfte des kleinsten elektrischen Abstandes sein.
- Luft- und Kriechstrecken: Elektrische Sicherheitsabstände dürfen unter Berücksichtigung der Größe von leitfähigen Partikeln nicht unterschritten werden.
- Mengengrenzen für Größenklassen müssen am Anfang des Projektes abgeschätzt und bei der Serienprozessumsetzung verifiziert werden.
- Nicht-metallische Partikel und Fasern sind hinsichtlich ihres Risikos zu bewerten.

Mögliche Folgen: Isolationsfehler, mechanische Blockade von Kontakten, optische Schwächung/Unterbrechung von Lichtschranken/Lichtleitern etc.
Vor allem im Hinblick auf das besondere Risiko von Luft- und Kriechstrecken bei den hohen Feldstärken in den Hochvolt-Komponenten in Kombination mit mechanischen und elektromechanischen Bauelementen ist im Falle von Partikelverunreinigungen ein möglichst ganzheitlicher Ansatz zu verfolgen. So können kritische Partikel sowohl durch die hohe Anzahl an Komponenten (metallische/nicht-metallische Bauelemente, Elektronik, Verpackungsmaterialien etc.) in den Prozess eingebracht werden als auch bei Montageschritten direkt im Prozess entstehen. Hierbei können vor allem durch leitfähige Partikel Hochvolt-Überschläge und Kurzschlüsse verursacht werden. Die zunehmend komplexer werdenden Schaltungen sowie die Bauweise der Leistungselektroniken verstärken dieses Risiko zusätzlich.
Der ganzheitliche Ansatz zur Minimierung des Risikos durch Partikelverunreinigungen im Rahmen der Hochvoltrichtlinie bezieht die gesamte Wertschöpfungskette von der Entwicklung bis zur Herstellung der Hochvolt-Komponente, inklusive der Lieferkette, mit ein. Hierbei wurde versucht, die Maßnahmen zur Umsetzung der Technischen Sauberkeit am technisch Machbaren und wirtschaftlich Sinnvollen zu orientieren. Zur Realisierung der Partikelsauberkeit werden methodische Ansätze aufgezeigt, welche die Vermeidung von Partikeln während des gesamten Fertigungsprozess sowie in der Logistik zum Ziel haben. Neben der Strategie der Partikelvermeidung ist auch eine Abreinigung der Partikel am Ende der Fertigung ein möglicher Weg, um zuvor definierte Anforderungen zur Partikelsauberkeit zu erreichen.

## Qualifizierungsmaßnahmen

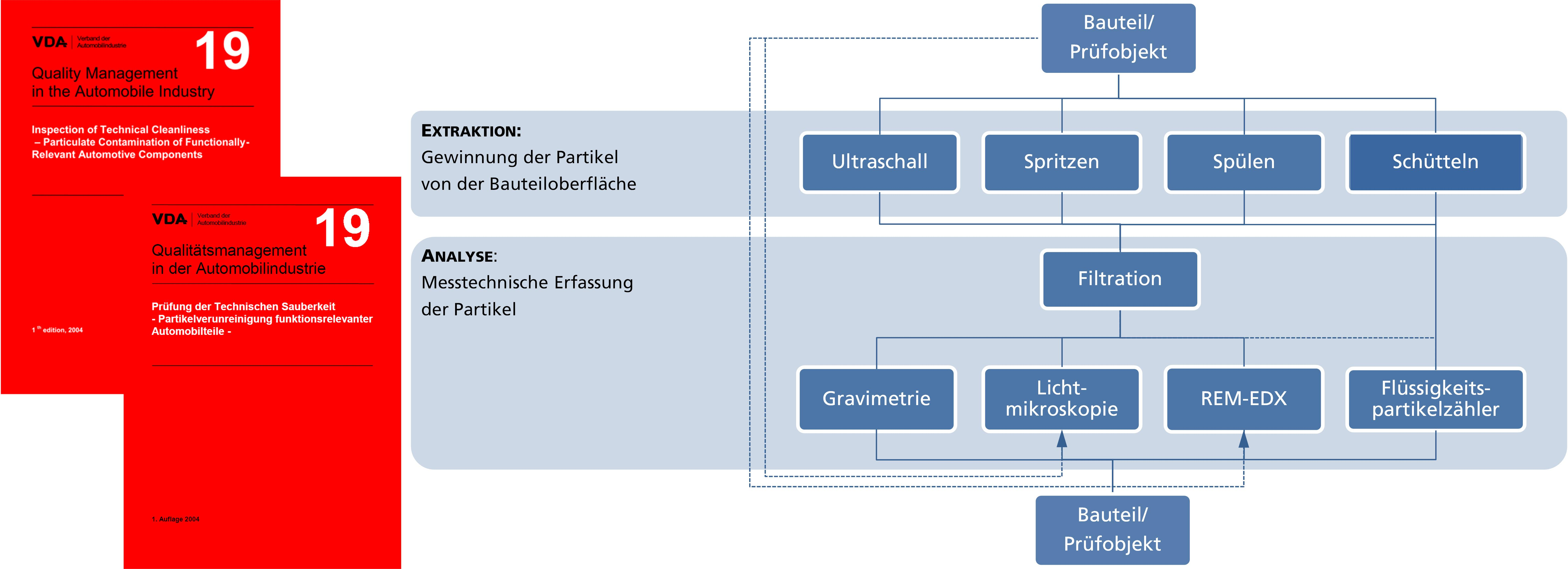
Sauberkeitsanalyse nach VDA-Band 19

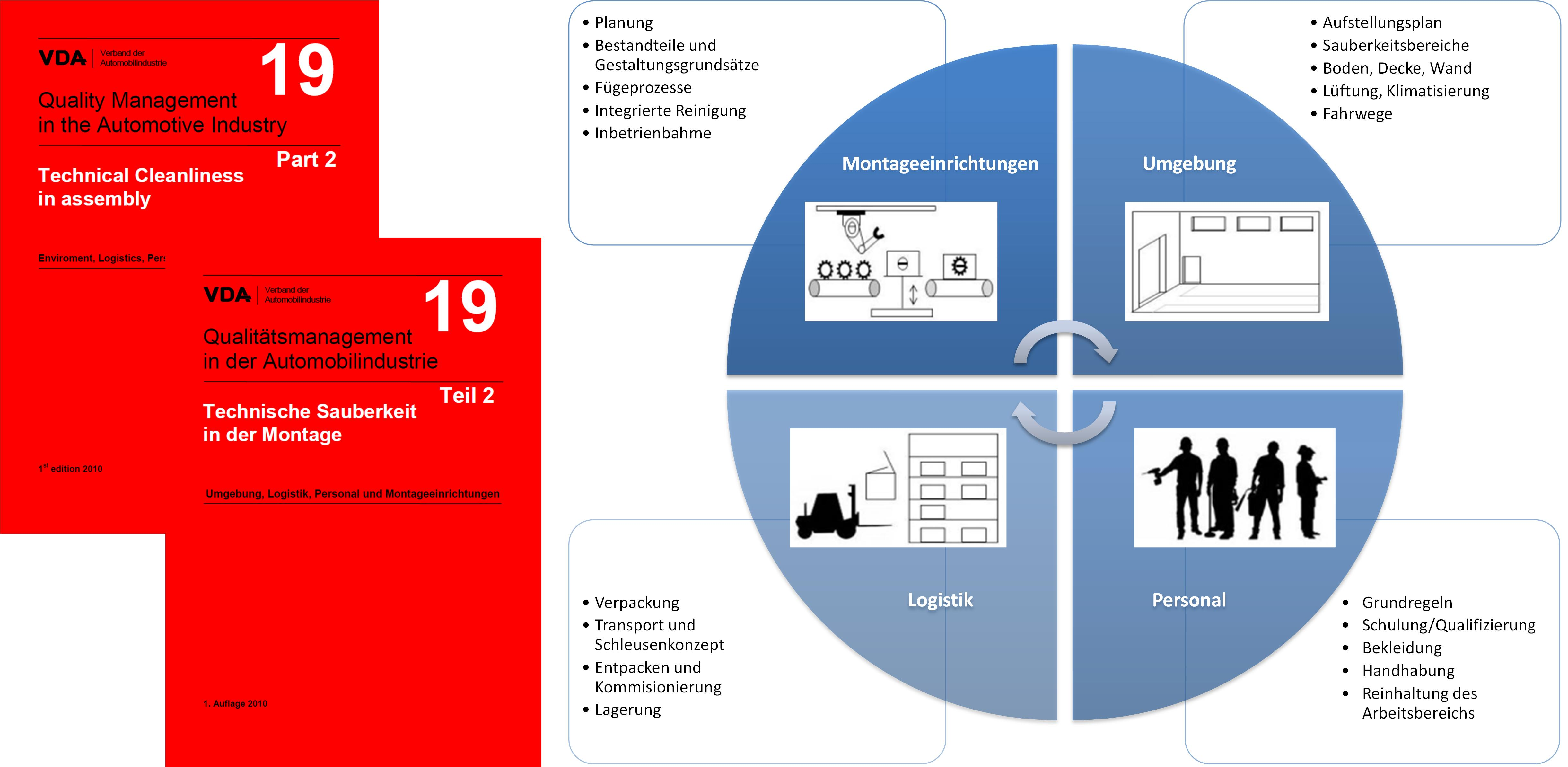
Einflussfaktoren auf die Montagesauberkeit nach VDA 19.2

Um der Thematik der Technischen Sauberkeit allgemein in der Praxis gerecht zu werden, sollte das verantwortliche Personal für sauberkeitsrelevante Aspekte sensibilisiert werden. Die Thematik kann dabei in zwei unterschiedliche Fragestellungen gegliedert werden:
- Sauberkeitsanalyse von Bauteilen[7]
- Einflussfaktoren auf die Sauberkeit im Montageumfeld[8]
- Eine Qualifizierung des ausführenden TecSa Labors wird über sogenannte Partikelnormale sichergestellt. Durch die Verwendung eines Partikelnormals kann die Verlustrate und die Qualität der TecSa Analyse sichergestellt werden (Gravimatrisch), sowie über die Optische Auswertung mittels Stereomikroskop

## Methoden zur Gewährleistung der Technischen Sauberkeit in der Elektronikfertigung
Um eine den definierten Anforderungen entsprechende Technische Sauberkeit auf elektronischen Bauteilen oder Baugruppen sowie auf Hochvolt-Komponenten zu erreichen, können generell zwei verschiedene Ansätze verfolgt werden.
Ein Ansatz besteht darin, die Kontamination der Bauteile bzw. Baugruppen entlang der gesamten Prozesskette zu vermeiden. Dies beginnt bei den ersten Planungen zum Layout der Baugruppe und muss vom Kauf von Zulieferteilen über den Transport zur Produktion sowie dem Durchlaufen verschiedener Bearbeitungsprozesse im Rahmen der Fertigung bis hin zur Verpackung und dem Versand zum Endkunden berücksichtigt werden. Um dies zu gewährleisten, kann es notwendig sein, die gesamte Produktion in einem Sauber- oder Reinraum durchzuführen sowie die notwendige Logistik (Schleusen, Transportsysteme, Schutzkleidung der Mitarbeiter etc.) sowie die Schulung und Qualifizierung der Mitarbeiter auf das Ziel der Partikelvermeidung auszurichten. Um eine Fertigung hinsichtlich Technischer Sauberkeit zu qualifizieren, ist zunächst ein Audit zur Bestimmung des aktuellen Reinheitsstatus sinnvoll. Im darauffolgenden Schritt können nach der Risikoabschätzung der Partikelverunreinigungen erste Maßnahmen zur Verbesserung der Partikelsauberkeit während der Fertigung, beim Einkauf oder bei der Logistik festgelegt werden.
Der zweite Ansatz verfolgt die Strategie, die während der Fertigung und der zuvor beim Zulieferer erfolgten Wertschöpfungskette sowie der Logistik entstandenen Partikel mittels eines Reinigungsprozesses am Ende der Produktion zu entfernen. Diese Möglichkeit kommt nur in Betracht, wenn gewährleistet ist, dass Partikel die innerhalb einer Prozesskette entstehen oder eingetragen werden, nicht innerhalb dieser Prozesskette zu Problemen führen.
Eine weitere Möglichkeit besteht darin, beide genannten Strategien – Partikelvermeidung und Partikelabreinigung – zu kombinieren. Diese Möglichkeit sollte vor allem zum Tragen kommen, wenn sehr hohe Anforderungen an die Technische Sauberkeit und damit an Zuverlässigkeit und Lebensdauer gestellt werden.
Neben der Reinigung der Baugruppe (Niedervolt- oder Hochvolt-Komponente) kann es auch notwendig sein, an bestimmten Schritten innerhalb des Prozesses die Fertigungsanlagen selbst zu reinigen, um die jeweiligen Reinheitsanforderungen für das Endprodukt erreichen zu können. Speziell wenn die Baugruppenfertigung als no-Clean-Prozess konzipiert ist, d. h. eine Reinigung der fertigen Baugruppen nicht durchgeführt werden soll, ist es unerlässlich, den Partikeleintrag durch die Produktionsanlagen zu minimieren. Zum Beispiel kann auch der Lötvorgang selbst eine Quelle für Partikel sein, wenn beispielsweise Lötrahmen und -öfen nicht regelmäßig gereinigt werden. So bilden beispielsweise eingebrannte Flussmittelrückstände auf Lötrahmen eine Feststoffschicht, welche durch mechanische Einwirkung (Bewegung durch Förderketten oder manuell durch das Fertigungspersonal) abplatzt und als Folge dessen Partikel freisetzt.